# ソングス・アバウト・ジェーン
『ソングズ・アバウト・ジェーン』（Songs About Jane）は、アメリカのバンド、マルーン5のデビュー・アルバム。日本ではBMGファンハウスから発売された（再発売はユニバーサルミュージック）。

## 解説
オクトーン・レコードと契約後の2001年後半から、プロデューサーのマット・ウォレス（Matt Wallace）とロサンゼルスでレコーディングを行った。
アルバム・タイトルの「ジェーン」とはアダム・レヴィーンの元恋人の名前で、収録曲の大半が彼女について歌われている。また、「シー・ウィル・ビィ・ラヴド」は、バンド「ファントム・プラネット」（Phantom Planet）のサム・ファラー（Sam Farrar）のガールフレンドのことが歌われている。
「ノット・カミング・ホーム」はスタジオ・ライブ音源で、曲のビートはアリーヤの「アー・ユー・ザット・サムバディ？」（Are You That Somebody?）からインスピレーションを得て作られたという。
日本盤は翌2003年7月23日に発売され、さらに2004年7月21日にはエキストラ・トラック3曲を追加収録した『ソングズ・アバウト・ジェーン　スペシャル・エディション』も発売された。12月からはノエビア「ブルー・アイス」シリーズCMソングに「シー・ウィル・ビィ・ラヴド」が起用され、2005年にはトヨタ自動車「ヴィッツ」CMソングに「サンデイ・モーニング」が起用された。
2012年7月4日には、アルバム発売10周年を記念した『ソングス・アバウト・ジェーン＜10周年記念盤＞』が2枚組で発売され、未発表デモ音源や別ミックスが収録された。

### チャート
アメリカでは、発売当初はほとんど注目されなかった。しかしその後、アルバム収録曲「スウィーテスト・グッドバイ」が映画『ラブ・アクチュアリー』サウンドトラックに収録され、バンドとしてはミシェル・ブランチやジョン・メイヤー、マッチボックス・トゥエンティなどの前座を務めるツアー活動を行っていき、次第に話題となっていった。やがて、2003年8月16日付でのBillboard 200チャート92位から2004年9月4日には6位まで上昇した。発売から2年以上経てのTOP10入りは音楽セールス集計機関（エーシーニールセン）の集計史上、最も長い時間をかけてTOP10入りをしたアルバムとなった。
アルバムは全世界で1000万枚を突破した。

## 収録曲
| #   | タイトル                                          | 作詞・作曲                                                             | 時間 |
| --- | ------------------------------------------------- | ---------------------------------------------------------------------- | ---- |
| 1.  | 「ハーダー・トゥ・ブリーズ」(Harder To Breathe)   | アダム・レヴィーン／ジェシー・カーマイケル                             | 2:53 |
| 2.  | 「ディス・ラヴ」(This Love)                       | アダム・レヴィーン／ジェシー・カーマイケル                             | 4:26 |
| 3.  | 「シーヴァー」(Shiver)                            | アダム・レヴィーン／ジェシー・カーマイケル                             | 2:59 |
| 4.  | 「シー・ウィル・ビィ・ラヴド」(She Will Be Loved) | アダム・レヴィーン／ジェシー・カーマイケル／ジェイムズ・ヴァレンタイン | 4:17 |
| 5.  | 「タングルド」(Tangled)                           | アダム・レヴィーン                                                     | 3:18 |
| 6.  | 「ザ・サン」(The Sun)                             | アダム・レヴィーン                                                     | 4:11 |
| 7.  | 「マスト・ゲット・アウト」(Must Get Out)          | アダム・レヴィーン／ジェシー・カーマイケル                             | 3:59 |
| 8.  | 「サンデイ・モーニング」(Sunday Morning)          | アダム・レヴィーン／ジェシー・カーマイケル                             | 4:06 |
| 9.  | 「シークレット」(Secret)                          | アダム・レヴィーン／ジェシー・カーマイケル                             | 4:55 |
| 10. | 「スルー・ウィズ・ユー」(Through With You)        | アダム・レヴィーン／ジェシー・カーマイケル                             | 3:01 |
| 11. | 「ノット・カミング・ホーム」(Not Coming Home)     | アダム・レヴィーン／ジェシー・カーマイケル／ライアン・デューシック     | 4:21 |
| 12. | 「スウィーテスト・グッドバイ」(Sweetest Goodbye)  | アダム・レヴィーン                                                     | 4:30 |

| #   | タイトル                | 作詞 | 作曲・編曲 | 備考 | 時間 |
| --- | ----------------------- | ---- | ---------- | ---- | ---- |
| 13. | 「ラグドール」(Ragdoll) |      |            |      | 5:29 |

### 『ソングズ・アバウト・ジェーン　スペシャル・エディション』
| #   | タイトル                                                                                    | 作詞 | 作曲・編曲 | 備考                                                                | 時間 |
| --- | ------------------------------------------------------------------------------------------- | ---- | ---------- | ------------------------------------------------------------------- | ---- |
| 14. | 「ディス・ラヴ - Kanye West Remix」(This Love - Kanye West Remix)                           |      |            | カニエ・ウエストによるリミックス。                                  | 3:38 |
| 15. | 「ディス・ラヴ（ライヴ・アコースティック）」(This Love (Live Acoustic))                     |      |            | 2003年1月22日にNYのザ・ヒット・ファクトリーで録音されたライヴ音源。 | 4:01 |
| 16. | 「ハーダー・トゥ・ブリーズ（ライヴ・アコースティック）」(Harder To Breathe (Live Acoustic)) |      |            | 2003年1月22日にNYのザ・ヒット・ファクトリーで録音されたライヴ音源。 | 2:56 |

### 『ソングズ・アバウト・ジェーン＜10周年記念盤＞』
CD1は#1~#12と同じ。
| #   | タイトル                                                              | 作詞 | 作曲・編曲 | 備考                                                              | 時間 |
| --- | --------------------------------------------------------------------- | ---- | ---------- | ----------------------------------------------------------------- | ---- |
| 1.  | 「ハーダー・トゥ・ブリーズ（デモ）」(Harder To Breathe (Demo))        |      |            |                                                                   | 2:17 |
| 2.  | 「ディス・ラヴ（デモ）」(This Love (Demo))                            |      |            |                                                                   | 3:21 |
| 3.  | 「シーヴァー（デモ）」(Shiver (Demo))                                 |      |            |                                                                   | 3:08 |
| 4.  | 「シー・ウィル・ビィ・ラヴド（デモ）」(She Will Be Loved (Demo))      |      |            |                                                                   | 3:08 |
| 5.  | 「タングルド（デモ）」(Tangled (Demo))                                |      |            |                                                                   | 2:44 |
| 6.  | 「ザ・サン（デモ）」(The Sun (Demo))                                  |      |            |                                                                   | 3:22 |
| 7.  | 「マスト・ゲット・アウト（デモ）」(Must Get Out (Demo))               |      |            |                                                                   | 3:17 |
| 8.  | 「サンデイ・モーニング（デモ）」(Sunday Morning (Demo))               |      |            |                                                                   | 4:12 |
| 9.  | 「シークレット（デモ）」(Secret (Demo))                               |      |            |                                                                   | 4:09 |
| 10. | 「スルー・ウィズ・ユー（デモ）」(Through With You (Demo))             |      |            |                                                                   | 3:20 |
| 11. | 「ノット・カミング・ホーム（デモ）」(Not Coming Home (Demo))          |      |            |                                                                   | 3:51 |
| 12. | 「スウィーテスト・グッドバイ（デモ）」(Sweetest Goodbye (Demo))       |      |            |                                                                   | 3:30 |
| 13. | 「テイク・ワット・ユー・ウォント（デモ）」(Take What You Want (Demo)) |      |            |                                                                   | 2:25 |
| 14. | 「ラグドール（デモ）」(Ragdoll (Demo))                                |      |            |                                                                   | 5:28 |
| 15. | 「ウーマン（デモ）」(Woman (Demo))                                    |      |            | 『スパイダーマン2』オリジナル・サウンドトラック収録曲のデモ音源。 | 4:06 |
| 16. | 「チリー・ウィンター（デモ）」(Chilly Winter (Demo))                  |      |            |                                                                   | 2:55 |
| 17. | 「ザ・サン（オルタネイト・ミックス）」(The Sun (Alternate Mix))       |      |            |                                                                   | 4:16 |

## クレジット
- アダム・レヴィーン：ボーカル、ギター
- ジェイムズ・ヴァレンタイン：ギター
- ミッキー・マデン：ベース
- ジェシー・カーマイケル：キーボード、バック・ボーカル on "スウィーテスト・グッドバイ"
- ライアン・デューシック：ドラム、バック・ボーカル on "ハーダー・トゥ・ブリーズ"

0
| - Matt Wallace：プロデュース、ミキシング - ラス・カンケル：プロデュース on "ラグドール" - Mark Endert：プロダクション、ミキシング on "ディス・ラヴ" - Michael Barbiero：ミキシング on "ハーダー・トゥ・ブリーズ" - Nathaniel Kunkel：ミキシング on "ラグドール" - Mike Landolt：レコーディング・エンジニア - Posie Muliadi：アシスタント・エンジニア - Danny Wright：アシスタント・エンジニア - Michael McCoy：エンジニア、ミキシング on "デイス・ラヴ（ライブ・アコースティック）"、"ハーダー・トゥ・ブリーズ（ライブ・アコースティック）" - Leon Zervos：マスタリング - Bruce Smith：プログラミング on "ハーダー・トゥ・ブリーズ" - John O'Brien：プログラミング on "シーヴァー"、"サンデイ・モーニング" - Sam Farrar：プログラミング on "シー・ウィル・ビィ・ラヴド" | - ラシダ・ジョーンズ：バック・ボーカル on "タングルド"、"シークレット"、"ノット・カミング・ホーム" - Mystic：バック・ボーカル on "サンデイ・モーニング" - Mark K. Schoenecker：ホルン on "サンデイ・モーニング" - Cey Adams：アート・ディレクション - Gregg Gordon：イラストレーション - Bobby Carmichael：フォトグラフィー - Chris McCann：フォトグラフィー - 田中宗一郎：日本盤ライナーノーツ - 服部のり子：日本盤ライナーノーツ（スペシャル・エディション） - 斉藤真紀子：日本盤対訳 |

## 受賞
2004年
- MTV Video Music Awards「最優秀新人賞」[36]
- ワールド・ミュージック・アワード「ベスト・ニュー・グループ」[37]
- MTVヨーロッパ・ミュージック・アワード「ベスト・ニュー・アクト」[38]
- ビルボード・ミュージック・アワード「デジタル・アーティスト・オブ・ザ・イヤー」[39]

2005年
- MTV ASIA AIDS（MTV Asia Awards）「最優秀ビデオ賞」（「シー・ウィル・ビィ・ラヴド」）[40]
- 第47回グラミー賞「最優秀新人賞」[41]
- NRJ Music Awards 2005「Révélation Internationale de l'année」、「Chanson Internationale de l'année」（「ディス・ラヴ」）[42]

2006年
- 第48回グラミー賞「最優秀ポップ・パフォーマンス賞デュオ/グループ」（「ディス・ラヴ」）[41]